# Tetragram
Tetragram (grč. τετραγράμματον „riječ s četiri slova“) je naziv za hebrejsko ime Boga, koje se sastoji od četiri hebrejska slova:  י‎ (jod), ה‎ (he), ו‎ (vav), ה‎ (he). Pisana s desna na lijevo ova riječ izgleda ovako: יהוה‎ (JHVH). To je osobno ime Boga Izraela i  kršćana koje se izgovara Jahve ili Jehova.

## JHVH u židovstvu
Tetragramaton je osobno ime Boga koje se pojavljuju u Bibliji 6.828 puta (prema znanstvenim izdanjima hebrejskog teksta Biblije: Biblia Hebraica i Biblia Hebraica Stuttgartensia). U židovstvu tetragramaton je neizrecivo ime Božje koje se ne smije izgovoriti naglas. Dok glasno čitaju biblijske tekstove ili dok mole, Židovi redovito zamjenjuju ovo ime izrazom Adonaj (Moj Gospodin) ili rjeđe riječju Elohim (Bog).
Neki smjerovi u židovstvu izbjegavaju, izvan same molitve, izgovarati i naziv Adonaj (אֲדֹנָי‎), želeći tako izbjeći kršenje zabrane uzaludnog izgovaranja Božjeg imena (usp. Izl 20,7). Stoga se umjesto imena Božjeg vrlo često koristi izraz HaŠem (הַשֵּׁם), gdje je Ha član u hebrejskom jeziku, a Šem znači „Ime.“
U pisanim tekstovima, posebice u Targumima, ponekad se ovaj tetragram piše skraćeno kao ייי ili kao יה. U tekstovima iz Kumrana koji potječu iz razdoblja od 2. – 1. st. pr. Kr., tetragram se piše paleohebrejskim pismom, dok je sav ostali tekst pisan aramejskim pismom. Slično se događa i u prvim prijevodima Biblije na grčki jezik. U rukopisima Septuaginte (grčki prijevod Starog zavjeta) jedino tetragramaton ostaje na hebrejskom, dok je sav ostali tekst na grčkom. To će s vremenom navesti prepisivače koji nisu više znali hebrejski da umjesto hebrejskih slova יהוה‎ počnu pisati njima grafički slična grčka slova ΠΙΠΙ. Konačno, u kasnijim grčkim prijevodima, svakako već od 1. st., umjesto tetragrama nalazi se uvijek grčki izraz Κύριος (Kyrios), što znači „Gospodin.“

## U kršćanstvu
Slijedeći židovsku praksu i kršćani su se od samoga početka suzdržavali od izgovaranja i pisanja Božjeg imena, tako da se ono od najranijih dana kršćanstva izgovaralo i pisalo Κύριος (Kyrios), što znači da su kršćani židovskog porijekla govorili Adonaj (Gospodin). Osim riječi Κύριος, novozavjetni spisi imaju i naziv Ime, što je također u skladu sa židovskom tradicijom. Već u prvom kršćanskom stoljeću ovi će se isti naslovi pridavati i Kristu, čime se jasno izriče da je prema kršćanskom vjerovanju i on Bog. U latinskim srednjovjekovnim tekstovima naziv će uvijek biti Dominus.
Sâm tetragram ponovno će dobiti na važnosti u doba Reformacije, kad se prevoditelji Svetog pisma vraćaju izvornim jezicima. Nastojeći tako preuzeti i Božje ime, nalaze se pred problemom kako suglasnike, koji su bili poznati, popuniti i samoglasnicima. U hebrejskom tekstu Biblije, negdje od 3. stoljeća, židovski su prepisivači počeli dodavati samoglasnike. Uz tetragram su, međutim, dodavali različite samoglasnike koji su, ovisno o kontekstu, trebali upućivati čitatelja da se na tom mjestu treba čitati Adonaj ili Elohim, to jest „Gospodin“ ili „Bog.“ Reformatori su u 16. stoljeću, počevši od Tyndaleova prijevoda Knjige Izlaska počeli zapisivati „Iehovah“, a potom „Jehovah“, što onda prelazi i u sva protestantska izdanja Biblije. Riječ je, međutim, o pogrešnim samoglasnicima, jer su ovi označavali da se riječ ima čitati „Adonaj“, a nisu bili vlastiti Božjem imenu.
Suvremena istraživanja dovela su do toga da se danas gotovo u svim jezicima ovo ime prenosi kao „Yahweh“ (znanstvena transliteracija).

## U hrvatskim prijevodima Svetog pisma
Hrvatski prijevodi Svetog pisma slijedili su običaj prisutan u Katoličkoj Crkvi da se ovo ime prevodi riječju „Gospodin“, a nekad i „Bog“, ovisno o kontekstu. To je do danas ostalo pravilo u liturgijskim tekstovima Katoličke Crkve u Hrvata. Ipak, u prijevodu Biblije iz 1968. (tzv. Zagrebačka Biblija, Stvarnost, Zagreb) ovo se ime donosi kao „Jahve“, što je u skladu s posljednjim znanstvenim istraživanjima o mogućim izgovorima toga imena. Isti oblik ovo ime ima i u Jeruzalemskoj Bibliji (Kršćanska sadašnjost, Zagreb 1994.)